# Quadron
Quadron er en dansk duo bestående af sangerinden Coco Maja Hastrup Karshøj (Coco O) og musiker/producer Robin Hannibal, og musikken, de leverer, kalder gruppen selv for elektronisk soul.

## Karriere
Det selvbetitlede debutalbum udkom i slutningen af juli 2009. Foruden nummeret Slippin har Quadron fået hele seks numre med på soundtracket til Hella Joofs film Se min kjole. Slippin var filmens titelnummer. Året efter, blev samme nummer anvendt i den amerikanske komedie The Kids Are All Right. I august 2010 blev Quadron nævnt som "Best of What's Next" i det amerikanske underholdningsmagasin Paste Magazine, mens New York Magazine kårede deres debutalbum som årets syvende bedste plade i 2010.
I marts 2013 blev de valgt til ugens uundgåelige med sangen Hey Love på radiokanalen P3.  Senere på måneden optrådte de med singlen ved 'P3 Guld', der blev afholdt i DR Koncerthuset, hvor de også vandt prisen for 'Årets Talent' . Den officielle musikvideo til singlen var instrueret af Daniel Kragh-Jacobsen og blev udgivet senere på måneden ved det amerikanske magasin The Fader. Duoens seneste album, Avalanche, udkom 31. maj 2013.
Quadron var med til at skrive singlen "Heatstroke", der blev udgivet af Calvin Harris, Young Thug, Pharrell Williams og Ariana Grande i marts 2017. Quadron var oprindeligt ikke krediteret som medsangskrivere af sangen, som duoen var med til at skrive som demo sammen med Pharrell Williams i 2012. Ifølge sangerinde Coco O. havde hun videooptagelser af indspilningen af demoversionen, og Quadron endte derfor med at blive tildelt 15 procent af sangens royalties.

## Diskografi
| År   | Titel på single  | Album         | Noter                                          |
| ---- | ---------------- | ------------- | ---------------------------------------------- |
| 2013 |                  | Avalanche     | Udkom 31. maj 2013 på Epic                     |
| 2013 | Hey Love         |               | Valgt af P3 som Ugens Uundgåelige i marts 2013 |
| 2011 | Samba De Verão   | Red Hot+Rio 2 | Velgørenhedsalbum for AIDS                     |
| 2011 | Waste Love       | Fire & Ice    | Gæsteoptræden for Kaskade                      |
| 2009 | Slippin Pressure | Quadron       | Debutalbum, udkom 27. juli 2009 på A:Larm      |

## Soloprojekter
- Når Quadron ikke optræder som duo, er de begge en del af electronica-kollektivet Boom Clap Bachelors, der i begyndelsen af 2008 udsendte albummet Kort før dine læber.
- Coco har desuden tidligere været korpige for Karen, og Robin Hannibals cv tæller samarbejde med Nobody Beats The Beats, Clemens, Jokeren og L.O.C.
- Robin Hannibal har desuden sideløbende haft gang i egne projekter, heriblandt Owusu & Hannibal, Parallel Dance Ensemble og senest Rhye hvis debutalbum Woman udkom i marts 2013.
- I februar 2013 optrådte Coco O. med Tyler, the Creator på det amerikanske "late-night-talkshow" Late Night with Jimmy Fallon og sammen opførte de nummeret Treehome [7]. Tyler og Coco mødte angiveligt hinanden ved Roskilde Festival i 2011 [8].
- I april 2013, blev det offentliggjort at Coco O, ville medvirke på soundtracket til Baz Luhrmanns stort opsatte filmatisering af F. Scott Fitzgeralds roman-klassiker Den store Gatsby, med sangen Where the Wind Blows.[9]. På soundtracket er der i alt 14 sange, og Coco O er i selskab af bl.a. Jay-Z, Beyonce, Lana Del Rey, Gotye, Fergie og mange flere [10]. Soundtracket udkom den 6. maj 2013. Albummet gik ind på andenpladsen på Billboard 200, hvilket gør Coco til den danske kunstner, der har opnået den højeste position på den hitliste.[11]